# Universidad del Mar (Chile)
La Universidad del Mar fue una universidad privada chilena no acreditada por la Comisión Nacional de Acreditación (CNA-Chile). Esta fue fundada en 1989 y cerró en 2019. Su casa central estaba ubicada en el balneario de Reñaca en la comuna de Viña del Mar, y alcanzó a contar con quince sedes en diversas ciudades del país.
Las causas de su cierre se debieron a denuncias por irregularidades en su proceso de acreditación, al no pago de remuneraciones a los trabajadores y la renuncia de su rector en protesta por la prioridad dada al lucro por el consejo directivo de la institución, a través del desvío de fondos a empresas inmobiliarias. El ministro de Educación, Harald Beyer, posteriormente destituido, en mayo del mismo año aseguró que se estaba iniciando una investigación sobre las prácticas de la casa de estudio y que existía la posibilidad de que ésta perdiera su reconocimiento oficial.
La universidad era una «sociedad espejo» de diversas sociedades inmobiliarias, a través de las cuales se hizo lavado de dinero por sumas millonarias.
Su rector, hasta mayo de 2012, fue Raúl Urrutia. El nombramiento de su reemplazante, el psicólogo Patricio Galleguillos, elegido en el mes de julio, no cumplía con los estatutos oficiales de la Universidad.
Debido a las irregularidades institucionales, la CNED resolvió revocar su personalidad jurídica.
En 2015 el Tercer Juzgado Civil de Viña del Mar ordenó indemnizar a la totalidad de los alumnos de la Universidad del Mar que se encontraban estudiando o ligados al plantel al momento del primer anuncio de cierre en 2012.

## Historia
La Universidad del Mar fue fundada el 31 de mayo de 1989 por la Corporación Educacional Mar Futuro, formada por un contador auditor, un administrador de empresas, un abogado corporativo y dos exfuncionarios de la Armada de Chile, que a su vez son dueños de diversas inmobiliarias que arrendaban a la universidad la infraestructura que ocupaba para funcionar.
Alcanzó su autonomía el 31 de enero de 2002. A partir de 2003 comenzó un proceso de expansión a través del territorio nacional, alcanzando a tener quince sedes en diez de las quince regiones del país.
En marzo del 2011 el Fondo de Inversiones Southern Cross, antiguo controlador de la cadena de tiendas de departamentos La Polar (envuelta en un escándalo de falseo de números contables y la repactación unilaterales de las deudas de sus clientes) se volvió copropietaria del establecimiento.
En diciembre de 2012, la Iglesia Metodista Pentecostal de Jotabeche asumió el 66,6% de la propiedad de la universidad.

### Acreditación cuestionada
En diciembre de 2010, consigue la acreditación institucional en las áreas de gestión institucional y docencia de pregrado, reconocimiento dado por la Comisión Nacional de Acreditación (CNA) con vigencia hasta diciembre de 2012. Sin embargo, esta acreditación ha sido denunciada por una investigación periodística independiente, que informó que la Universidad del Mar consiguió sortear este trámite contratando directamente al entonces presidente subrogante y consejero la CNA, Eugenio Díaz, a quien se ofrecieron millonarios pagos en caso de que se lograra certificar a la institución. La situación motivó que se abriera una investigación en la Contraloría General de la República.

«El contrato indica que Díaz –que debía fiscalizar a esa universidad- tenía interés económico en que esta fuera bien evaluada por la CNA: recibiría $60 millones si la U. del Mar era acreditada.»
Reportaje de Ciper Chile (enero 2012).

La misma fuente afirma que los pagos a Díaz además consideraban un bono adicional por cada año de acreditación que gestionara. Se denunció también que «la U. del Mar pasó de ser una pequeña entidad regional a ser un coloso con 20 mil alumnos, pese a ser constantemente mal evaluada (al ser) favorecida por áreas grises del sistema que dejan a los alumnos sin información».
Durante fines de 2012 fue investigada, junto con la Universidad Pedro de Valdivia, y la Universidad de Arte y Ciencias Sociales por supuestos sobornos a Eugenio Díaz Corvalán, exconsejero de la Comisión Nacional de Acreditación (CNA-Chile), para haber intentado (y conseguido) lograr la acreditación en 2010. La Universidad del Mar era por entonces una de las cinco universidades chilenas que solo estaba acreditada por CNA-Chile por dos años, acabándose esta en diciembre de 2012.
Al año 2012 figuraba como la 36.ª (Sede Viña del Mar), 73.ª (Sede Antofagasta), 78.ª (Sede Norte) y 80.ª (Sede Centro Sur) en el ranking de universidades chilena, según la clasificación webométrica del CSIC, de un total de 81 instituciones. Es decir, la Universidad del Mar-Centro Sur ocupó el último puesto del ranking chileno (que incluye institutos profesionales, academias militares y escuelas de música), ubicándose en la 18.964ª posición a nivel mundial. La universidad en su conjunto alcanzó el 51º y antepenúltimo lugar según el ranking de El Mercurio, que solo incluye universidades. Durante 2012, además, fue la universidad con mayor índice de reclamos realizados al Servicio Nacional del Consumidor (Sernac) por parte de sus alumnos, alcanzando el triple de reclamos que su sucesor. De todos estos reclamos, al 88.5 % de ellos la institución no respondió. En mayo de ese año, más de tres mil egresados de pedagogía de 49 instituciones de educación superior chilenas rindieron la llamada Prueba Inicia, que evaluó el futuro desempeño que estos tendrían en el traspaso de conocimientos a sus futuros alumnos. La Universidad del Mar fue la peor evaluada, obteniendo el 94 % de los egresados un nivel de «insuficiente» y sólo un 6 % «aceptable» en el test de conocimientos disciplinarios, además de un 76 % «insuficiente» en el test de conocimientos pedagógicos.

### Renuncia del rector por prácticas de los controladores

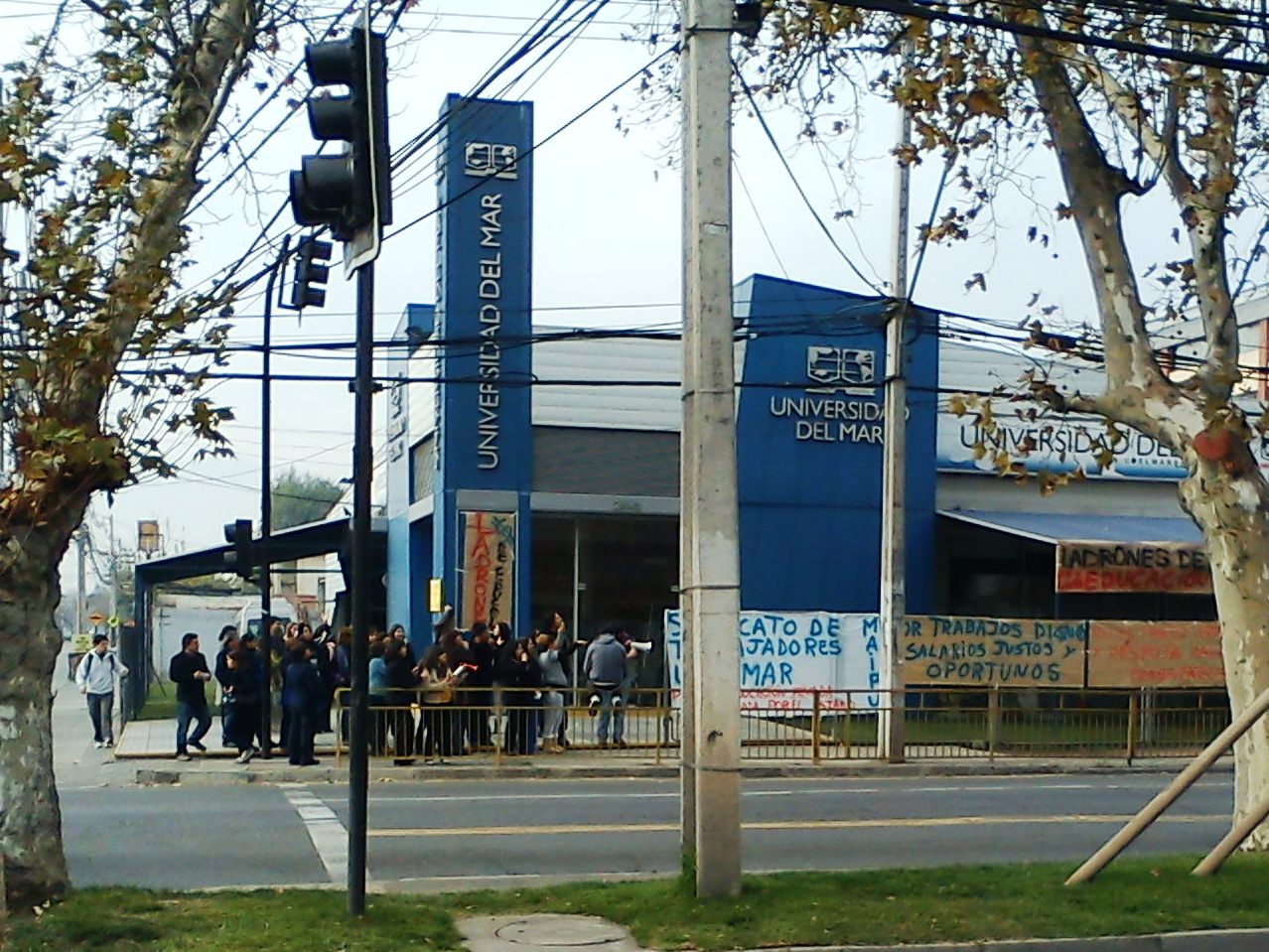
Manifestaciones de estudiantes fuera de la sede en Maipú

En febrero de 2012 académicos denunciaron que la universidad les debía parte de sus remuneraciones.
El 30 de mayo de 2012 el rector de la Universidad del Mar, Raúl Urrutia, que había sido designado en abril del mismo año, renunció al cargo acusando no poder priorizar el pago de las deudas mantenidas con los académicos y trabajadores de la universidad ($554 millones en deudas previsionales y $250 millones en otros compromisos). Esto, señaló, se debía a la interferencia directa de los miembros del Consejo Directivo de la Universidad (propietarios del plantel), que desautorizaron en los hechos las decisiones del rector y priorizaron continuar el pago de arriendos de los locales de la universidad a inmobiliarias que también son de propiedad de esos mismos miembros del Consejo Directivo ($ 600 millones). De manera que el "riesgo", afirma Urrutia, fue asumido por los trabajadores y no por los controladores de la institución. Urrutia en su carta de renuncia concluye que los "controladores no tienen interés alguno en el quehacer universitario, lo que se explica por la baja inversión en ella que permita entregar una educación de calidad".
La práctica, mediante la cual los propietarios de universidades privadas chilenas se arriendan a sí mismo (a través de inmobiliarias) los terrenos e infraestructura necesaria para el funcionamiento, es señalada por especialistas como una manera habitual e indirecta de obtener ganancias, burlando el espíritu de la ley chilena, que prohíbe que las universidades sean instituciones con fines de lucro.  La fórmula del autoarriendo y la existencia de esta forma de lucro en las universidades es defendida abiertamente por algunos operadores del negocio. De acuerdo a versiones de prensa, la renuncia de Urrutia confirma los mecanismos de lucro que operan en la Universidad del Mar, al igual que en otras universidades privadas chilenas. El propio Urrutia, después de renunciar manifestó su apoyo al lucro en las universidades, pero agregó que "cuando se actúa como empresario también se debe considerar la responsabilidad social empresarial. Creo que con eso lo digo todo (sobre el actuar de los controladores de U. del Mar)".
Tras la renuncia, alumnos de la universidad iniciaron la ocupación de la sede de Punta Arenas, donde circunstancialmente estaban reunidos los principales representantes estudiantiles, al tiempo que acusaron la existencia de irregularidades, descontrol financiero, plagas de ratones, goteras y extrema pobreza material, producto de la baja inversión de los dueños de la institución. Los estudiantes exigen la salida de la junta directiva.

### Irregularidades en carreras de la salud
En junio de 2012, el exdecano y fundador de la Facultad de Medicina de la Universidad entre 2003 y 2007, Francisco Acevedo, denunció públicamente la escasa preparación que poseen los alumnos de la carrera de medicina, los cuales acaban sus estudios sin haber asistido «nunca a un parto ni a una actividad quirúrgica mayor». En 2010, el 48% de los alumnos reprobaron el Examen Único Nacional de Conocimientos de Medicina (Eunacom), cuya aprobación es requisito para que los médicos puedan atender en el sistema público de salud. La Universidad del Mar fue la peor universidad evaluada de Chile. Acevedo había solicitado anteriormente recursos a las autoridades universitarias para mejorar la calidad de la Facultad, sin embargo estos recursos le fueron negados.
Tania González Correa, quien ejerció como directora de Enfermería y jefa del área de Salud de la sede Maipú de la universidad, fue formalizada con arresto domiciliario por ejercer en dichos cargos a través de un falso título de medicina. El 29 de diciembre del mismo 2012, su arresto domiciliario fue revocado, siendo reemplazado por una prisión preventiva.

### Acciones legales
Desde junio de 2013 cientos de alumnos y exalumnos de la universidad han presentado querellas criminales en contra de directores, ejecutivos y quienes resulten responsables por ejercicio ilícito de la profesión y por estafa. Entre los altos funcionarios que se encuentran bajo investigación del Fiscal Nacional, el Fiscal Regional de Valparaíso, la Policía de Investigaciones y el Ministerio de Educación se encuentran:
- Sebastián Baeza Ansoleaga, director de la Universidad, además de director de RRHH y director general de UGlobal
- Jorge Troncoso Díaz, vicerrector de Administración y Finanzas
- Mauricio Villaseñor Castro, presidente de la Junta Directiva
- Alejandro Leiva Godoy, vicepresidente de la Junta Directiva
- Raúl Baeza Apée, Presidente de Asuntos Corporativos Internacionales
- Sergio Vera Muñoz, Director
- Carlos Zelada de Urquidi, Director y Fiscal
- Patricio Salas Pulgar, Vicerrector Académico
- Marisol Álvarez Cisternas, Directora de Evaluación Académica
- Beatriz Parra Vásquez, Directora Nacional de Docencia
- Katherine López, Directora de Curriculum
- Hernán Saavedra Guerrero, Director de Extensión
- José Antonio Iturra Lastra, Director de Postgrado
- Cristián Vasseur Fuentes, Director de Admisión

### Extravío de documentos de cobranza
Durante el proceso de la toma de estudiantes, se denunció la irrupción por desconocidos en la sede central de la Universidad, desde la cual se robaron documentos de diverso tipo, sin interiorizar en su tipo. La rectoría denunció el hecho. Un año después, el artista visual Francisco Salinas, alias «Papas Fritas», en una puesta en escena performática, anunció haber sido él quien había sustraído los pagarés firmados por alumnos, prendiéndoles fuego y exponiendo sus cenizas. Esto, en la práctica, significa la imposibilidad de hacer efectivos 500 millones de dólares en deudas de los alumnos.

## Administración

### Rectores
- Raúl Baeza Aspée (1989-2006)
- Héctor Zúñiga (2006-2011)
- Raúl Urrutia (2012)
- Patricio Galleguillos Herrera (2012-2019)

### Directores
- Sebastián Baeza Ansoleaga (2006-2012)
- Mauricio Villaseñor Castro
- Héctor Zúñiga
- Carlos Zelada de Urquidi

## Organización

### Sedes
- Arica
- Iquique
- Calama
- Antofagasta
- Copiapó
- La Serena
- Quillota
- Reñaca (Casa Central)
- Viña del Mar
- Maipú, Santiago
- San Fernando
- Curicó
- Talca
- Temuco
- Punta Arenas

### Escuelas
- Escuela de Enfermería
- Escuela de Ingeniería Comercial
- Escuela de Arquitectura
- Escuela de Agronomía
- Escuela de Ingeniería
- Escuela de Recursos Naturales
- Escuela de Psicología
- Escuela de Comunicación
- Escuela de Derecho
- Carrera de inglés
- Carreras de Educación Parvularia
- Escuela de Ciencias Empresariales
- Escuela de Kinesiología
- Escuela de Fonoaudiología
- Escuela de Nutrición y Dietética
- Escuela de Transporte Marítimo y Puertos
- Escuela de Trabajo Social
- Escuela de Teatro

La Escuela de Medicina se cerró en mayo de 2013.